# Fionia
Fionia (en danés: Fyn) es, tras Selandia, la segunda isla más grande de Dinamarca. Tiene una superficie de 2984 km² y una población de 497 134 habitantes (2018). Forma parte de la región de Dinamarca Meridional (Syddanmark).

## Descripción

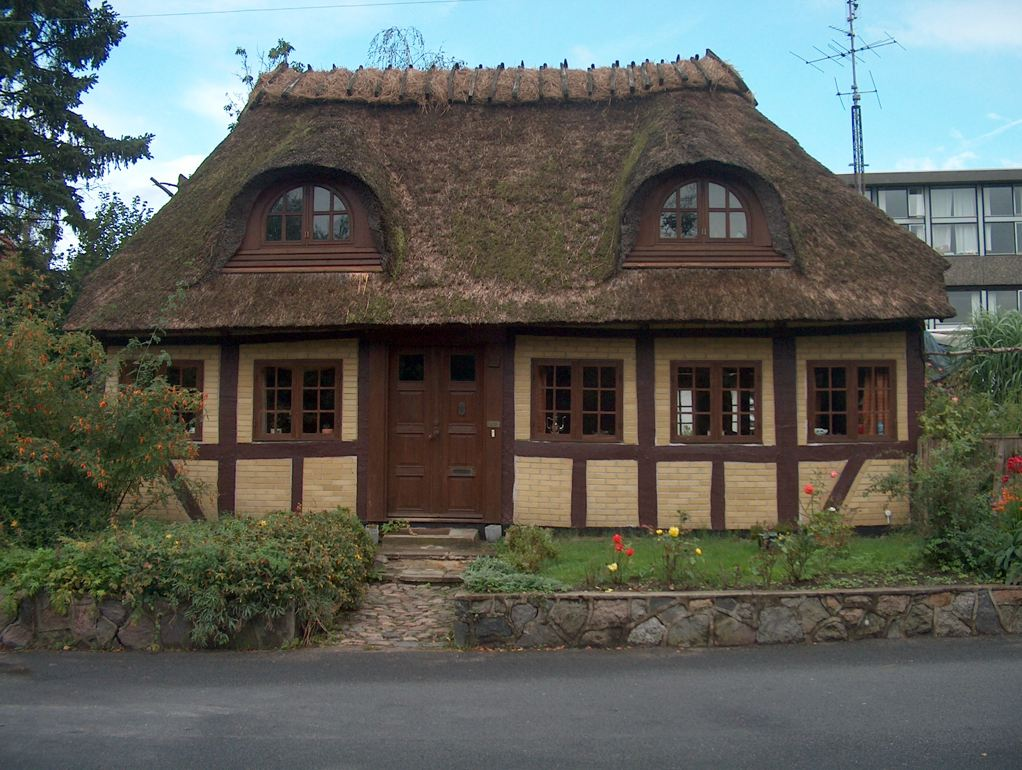
Vivienda tradicional en Svendborg (Fionia)

A Fionia se la conoce como el «jardín de Dinamarca» por su naturaleza bien cuidada. La capital de la isla es Odense, en donde nació el famoso escritor  Hans Christian Andersen (1805-1875). En la isla de Fionia se encuentran la tumba de un jefe vikingo enterrado en su drakkar en Ladby y el castillo real más antiguo de Dinamarca (Nyborg Slot) que data de la Edad Media. Aparte de Odense, otras ciudades de importancia son Kerteminde, Nyborg, Svendborg, Fåborg, Assens, Middelfart y Bogense, todas ubicadas en la costa. El monte más alto de Fionia es Frøbjerg Bavnehøj (131 m).
La isla está unida a la península de Jutlandia por dos puentes, uno inaugurado el 14 de mayo de 1935 (puente viejo del Pequeño Belt) por el que pasan autos y trenes y otro solo para vehículos inaugurado el 21 de octubre de 1970 (puente del Pequeño Belt), y a la isla de Selandia por el Puente del Gran Belt, el segundo puente colgante más largo del mundo inaugurado en 1997 como enlace ferroviario y en 1998 como automovilístico. En la isla nacieron el compositor Carl Nielsen (1865-1931) y el héroe de la Guerra de Independencia de los Estados Unidos el coronel Hans Christian Febiger (1749-1796).

## Demografía
El número de habitantes (2018) de las principales localidades de la isla es:
- Odense: 202 663.
- Svendborg: 27 324.
- Nyborg: 17 164.
- Middelfart: 15 246.
- Faaborg: 7065.
- Assens: 6209.
- Kerteminde: 5914.
- Ringe: 5912.
- Bogense: 3891.

## Dialectos fúnico
Fúnico, también conocido como los dialectos de Fionia, es el término que se utiliza para referirse a las diversas variantes del danés que se hablan en Fionia y las islas adyacentes. En Fionia, generalmente se distinguen al menos cuatro dialectos principales: Fionia Oriental, Septentrional, Meridional y Occidental, así como subdialectos como el tåsingsk, el ærøsk y el langelandsk. Los dialectos occidentales de Fionia pueden dividirse además en nordoccidental y sudooccidental. A nivel local, puede haber variaciones significativas, incluso dentro de distancias cortas, por ejemplo, entre ciudades vecinas. Junto con los dialectos hablados en Selandia y Lolland-Falster, los dialectos de Fionia forman lo que se conoce como ømål (dialecto insular).
Una característica distintiva de la cultura de Fionia es el uso de una frase específica, «mojn mojn», que a menudo se utiliza como saludo al despedirse unos de otros. Esta frase expresa una forma de amabilidad y calidez típica del idioma de Fionia y sus convenciones sociales.
En Fionia y las islas circundantes, los dialectos aún conservan tres géneros gramaticales: masculino, femenino y neutro. Esto también es válido para los dialectos hablados en Lolland y Falster, probablemente debido a la influencia histórica de Fionia en estos dialectos. Odense funcionó como sede episcopal y centro administrativo para Lolland-Falster desde la Edad Media hasta 1803. En comparación con el danés estándar, los dialectos de Fionia solo tienen dos géneros gramaticales: género común y neutro.
El artículo masculino en su forma indefinida es «ei», y el sufijo en la forma definida es «-ei(i)»: Ei mar, mar'i, ei post, posti, ei vogn, vogni, ei ovn, ovni, ei kat, katti, ei mån*, måni (hombre, correo, carro, horno, gato, luna), etc. Dependiendo del límite de acentuación, ciertas palabras pueden o no llevar acento.